# Kuwait Towers
Les Tours du Koweït ou Kuwait Towers sont trois tours de béton armé situé à Koweït, capitale du pays homonyme.

## Description
La tour principale mesure 187 mètres de haut et est composée d’un restaurant et d’un château d’eau. Il y a aussi une sphère d’observation qui culmine à 123 mètres au-dessus du niveau de la mer et effectue une rotation complète toutes les 30 minutes. La deuxième tour de 145,8 mètres de haut sert également de château d’eau. La troisième tour loge l’équipement pour contrôler le flux d’électricité et illumine les deux plus grandes tours. Les tours peuvent contenir 4 500 mètres cubes d’eau.
Elles ont été conçues par Sune Lindström et Malene Björn et ont été construites par Energoprojekt, une société de Belgrade en Yougoslavie. Elles ont été ouvertes au public en mars 1979. Les tours ont été lourdement endommagées par les Irakiens pendant leur occupation du Koweït de 1990 à 1991 et furent rénovées en 1992 après la libération du pays.

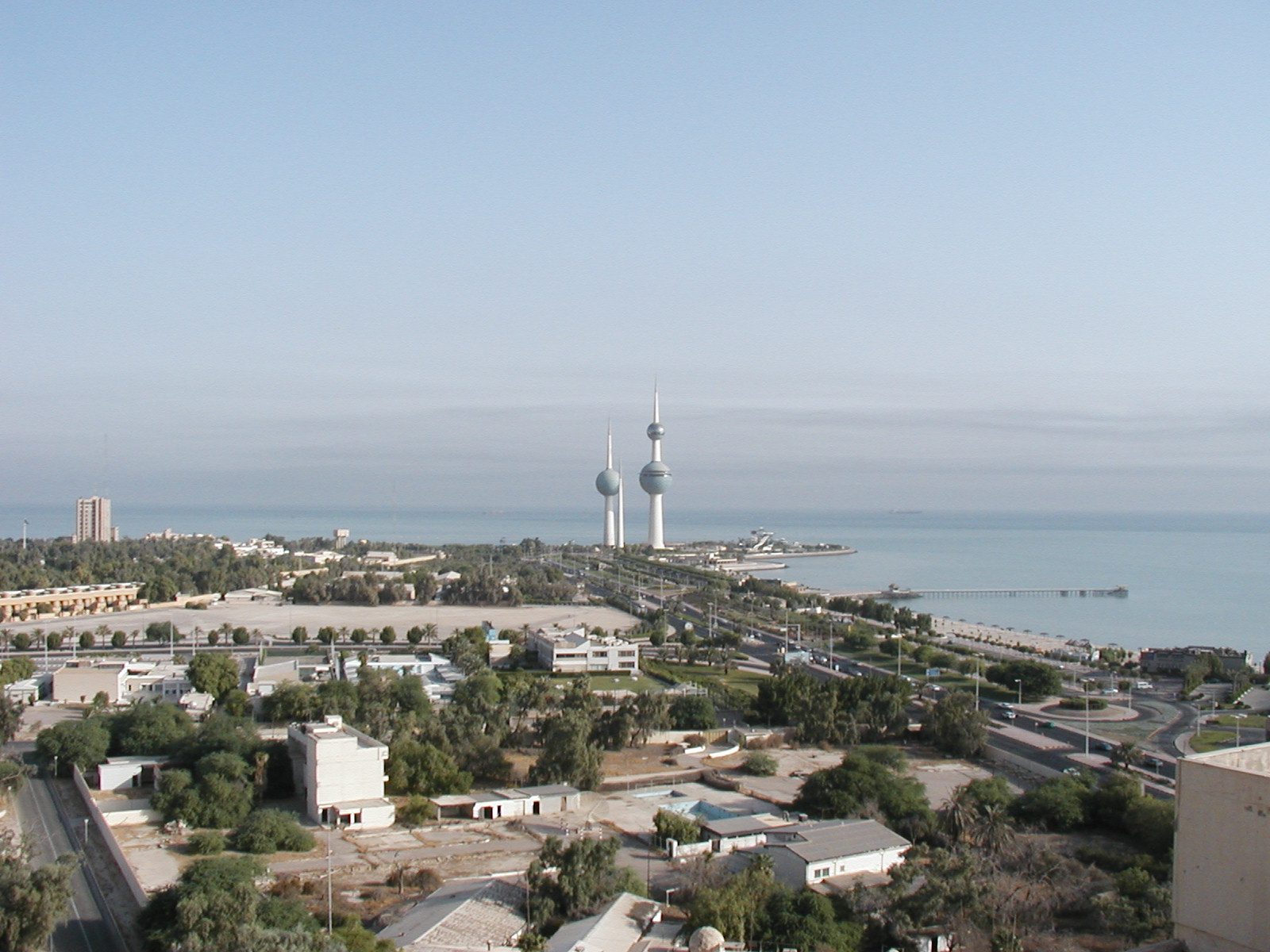
Localisation des tours.
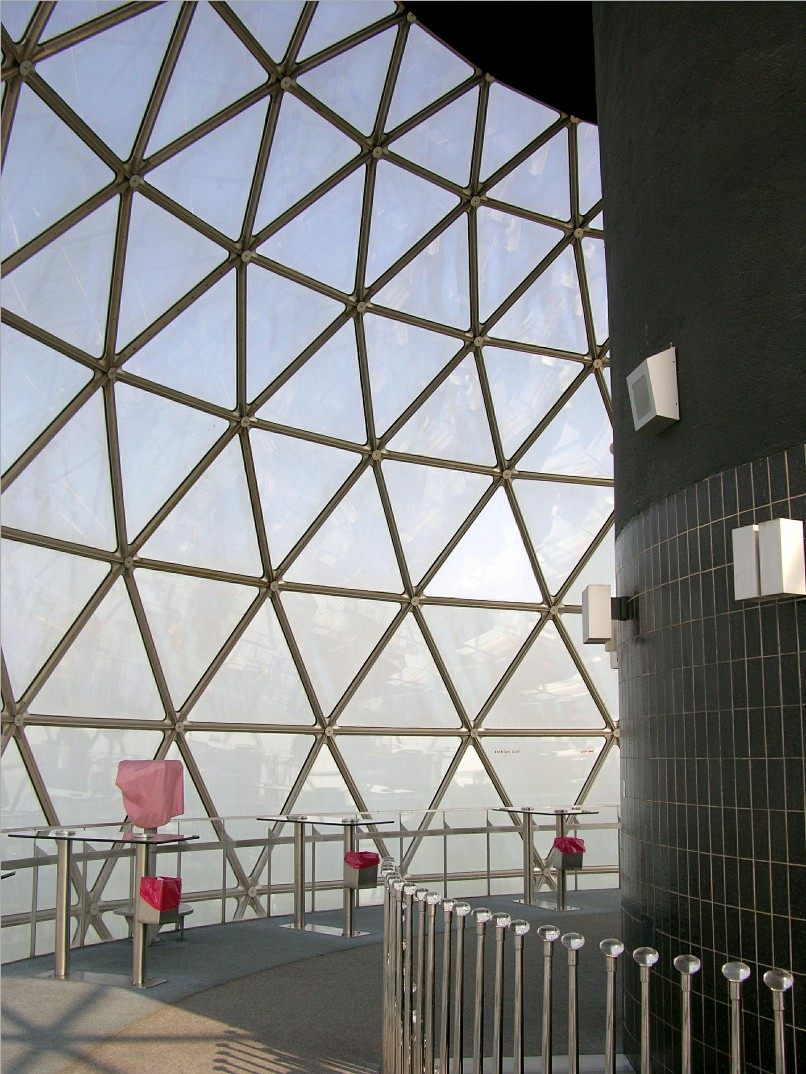
Le pont d’observation d’une tour.